# Georgia King

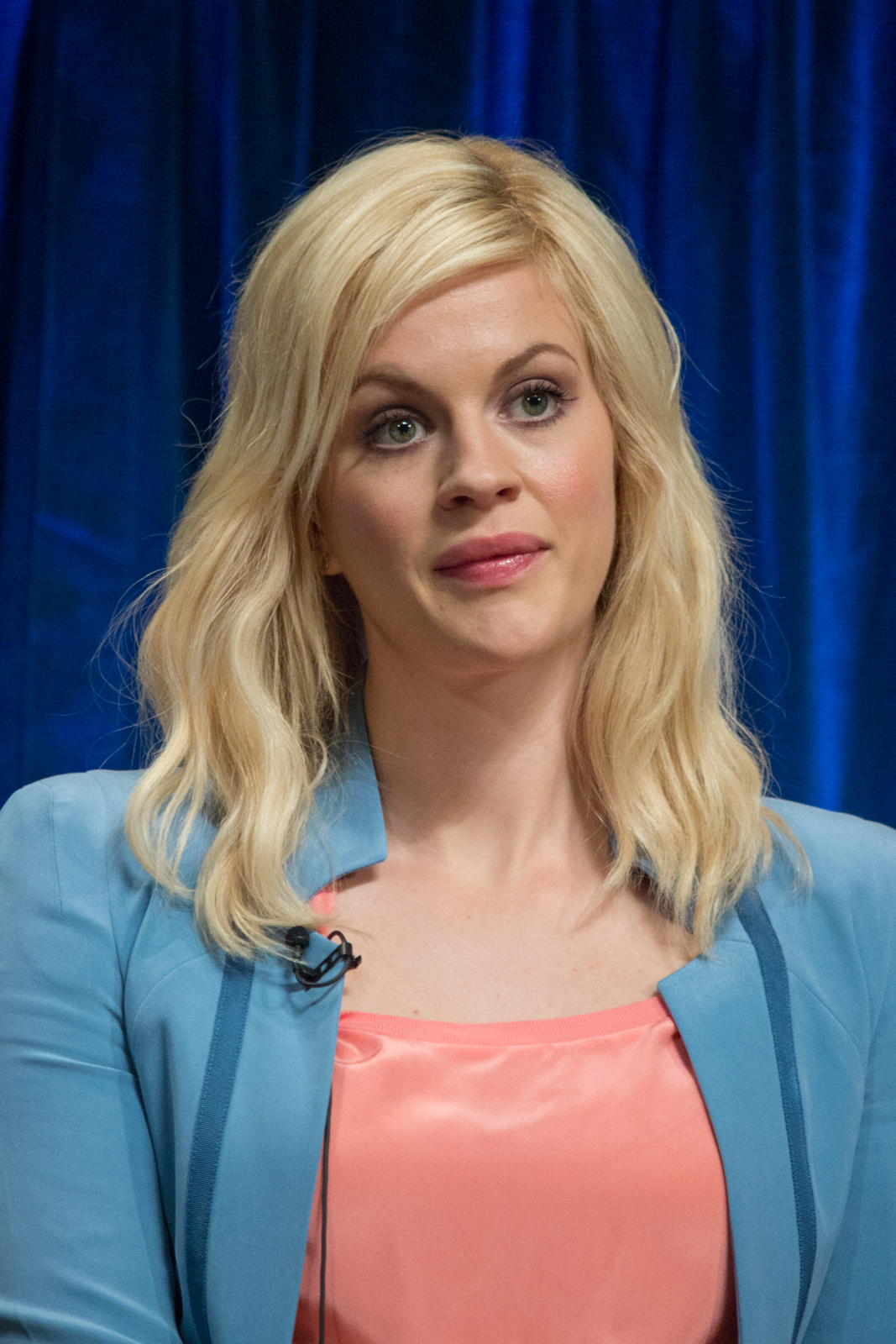
Georgia King (2013)

Georgia King (* 18. November 1986 in Edinburgh) ist eine schottische Schauspielerin.

## Leben und Karriere
Georgia King wurde als Tochter des Schauspielers Jonathan Hyde und der Opernsängerin Isobel Buchanan in Edinburgh geboren. Sie besuchte in ihrer Kindheit und Jugend eine Privatschule.
Ihren ersten Fernsehauftritt absolvierte King 2006 in der Miniserie Jane Eyre als Rosamond Oliver. Zwischenzeitlich hatte sie Auftritte in der Miniserie Klein Dorrit, Off the Hook und Sugartown. Im Jahr 2011 war sie in dem Film Zwei an einem Tag in der Rolle der Suki zu sehen. Am meisten bekannt ist King jedoch durch die Rolle der Goldie Clemmons in der NBC-Sitcom The New Normal. In der Serie verkörperte sie eine Mutter, die sich von ihrem Mann getrennt hat und sich dazu entschließt, die Leihmutter für ein homosexuelles Paar, verkörpert durch Justin Bartha und Andrew Rannells, zu werden. Die Serie wurde allerdings nach einer Staffel wieder eingestellt.

## Filmografie (Auswahl)
- 2006: Jane Eyre (Miniserie, Episode 1x04)
- 2008: Die Herzogin (The Duchess)
- 2008: Klein Dorrit (Little Dorrit, Miniserie, neun Episoden)
- 2008: Wild Child
- 2009: Free Agents (Fernsehserie, Episode 1x01)
- 2009: Tormented
- 2009: Off the Hook (Fernsehserie, drei Episoden)
- 2009: Die Girls von St. Trinian 2 – Auf Schatzsuche (St Trinian’s 2: The Legend of Fritton’s Gold)
- 2010: Agatha Christie’s Poirot (Fernsehserie, Episode 12x03)
- 2010: Merlin – Die neuen Abenteuer (Merlin, Fernsehserie, Episode 3x06)
- 2011: Powder Girl (Chalet Girl)
- 2011: Sugartown (Fernsehserie, drei Folgen)
- 2011: Zwei an einem Tag (One Day)
- 2012: Sindbad (Fernsehserie, Episode 1x06)
- 2012: Skins – Hautnah (Skins, Fernsehserie, Episode 6x10)
- 2012: Cockneys vs Zombies
- 2012–2013: The New Normal (Fernsehserie, 22 Episoden)
- 2013: Austenland
- 2015: Kill Your Friends
- 2015: Vicious (Fernsehserie, Episode 2x1)
- 2016–2017: Vice Principals (Fernsehserie, 17 Episoden)
- 2018: Parallel
- 2020: The Lost Husband
- 2020: First One In
- 2020: Royalties (Fernsehserie)
- 2020: Devs (Fernsehserie, vier Episoden)
- 2022: Star Trek: Lower Decks (Fernsehserie, Simme, 3 Episoden)